# دانيال سواريس
دانيال سواريس (11 سبتمبر 1992 بالبرتغال - ) هو لاعب كرة قدم برتغالي في مركز الهجوم. لعب مع إتويل كاروغ ونادي سيرفيت ونادي نيون.

## وصلات خارجية
- دانيال سواريس على موقع قاعدة بيانات كرة القدم.إي يو (الإنجليزية)